# Benteng van der Wijck
Benteng van der Wijck är ett fort i Indonesien.   Det ligger i provinsen Jawa Tengah, i den västra delen av landet, 300 km sydost om huvudstaden Jakarta. Benteng van der Wijck ligger 30 meter över havet.